# 3265 Fletcher
3265 Fletcher è un asteroide della fascia principale interna. Scoperto nel 1953, presenta un'orbita caratterizzata da un semiasse maggiore pari a 2,410906 UA e da un'eccentricità di 0,141905, inclinata di 6,926966° rispetto all'eclittica. Ha un diametro di 5,909 km e un'albedo di 0,384
Fa parte della famiglia di asteroidi Vesta.
L'asteroide ricorda Fletcher Christian, ufficiale di marina inglese, noto per la vicenda dell'ammutinamento del Bounty.